# Allium leucanthum
Espèce
Classification APG III (2009)
Allium leucanthum est une espèce de plantes à fleurs monocotylédone de la famille des Amaryllidaceae. Cette espèce a été décrite par Karl Heinrich Koch.
Allium leucanthum est une plante à bulbes
Aucune sous-espèce n'est répertoriée.
Elle a pour  synonymes :
- Allium leucanthum var. tridentatum
- Allium firmotunicatum var. album
- Allium ampeloprasum var. leucanthum
- Allium ampeloprasum subsp. leucanthum

## Description
C'est une plante herbacée vivace, à bulbe ovoïde-globuleux avec une tunique externe brun grisâtre. La peau des bulbilles est jaunâtre. La tige mesure 50 à 120 cm de haut. Les feuilles, au nombre de 4 à 7, sont larges, linéaires, non fistuleuses, carénées, de 3 à 9 mm de large, considérablement plus courtes que la tige. l"ombelle  est capsulifère, presque globuleuse, dense. Les tépales sont blancs avec une veine verte, de 3 à 3,5 mm de long, obtus ou aigus. Les filets sont plus longs que les tépales ; tous sont ciliés, mais les extérieurs sont pleins, triangulaires-subulés, tandis que les intérieurs sont tripartites. Elle fleurit en juin-juillet. Entomophile. Le propagation se fait par graines et bulbes,,.

## Habitat
Elle est présente dans le Caucase, en (Transcaucasie orientale et méridionale, occasionnellement au nord du Daghestan).
Cette espèce pousse dans les steppes arides, principalement dans les sols sablonneux, dans les endroits secs et dans les champs cultivés.

## Utilisation
Elle est consommée comme aliment végétal et comme source de vitamines.